# Футбольный матч Сербия — Албания (2014)
Матч 3-го тура отборочного турнира чемпионата Европы по футболу 2016 в группе I между сборными Сербии и Албании состоялся 14 октября 2014 года на стадионе «Партизана» в Белграде. Эта встреча стала первой в истории между командами. Игра прервалась из-за массовых беспорядков в конце первой половины. Албанской сборной изначально было присуждено техническое поражение со счётом 0:3, а Сербия понесла наказание в виде двух матчей отборочного турнира без зрителей и снятия трёх очков. Обе футбольные федерации были оштрафованы на 100 тысяч евро (албанцы наказаны УЕФА за отказ продолжать встречу и использование недозволенного баннера, а сербы — за бросание фейерверков и петард, беспорядки на трибунах, выход болельщиков на поле, неудовлетворительную организацию, а также использование лазерной указки). Апелляции, поданные Федерацией футбола Сербии и Футбольной ассоциацией Албании, отклонены. Обе стороны решили обратиться в наивысшую инстанцию — Спортивный арбитражный суд в Лозанне. САС принял решение, наоборот, засчитать техническое поражение сборной Сербии и присудить три очка сборной Албании.

## Положение команд в группе перед матчем
| М | Команда    | И | В | Н | П | Мячи  | ±  | О |
| - | ---------- | - | - | - | - | ----- | -- | - |
| 1 | Дания      | 2 | 1 | 1 | 0 | 3 − 2 | +1 | 4 |
| 2 | Албания    | 2 | 1 | 1 | 0 | 2 − 1 | +1 | 4 |
| 3 | Сербия     | 1 | 0 | 1 | 0 | 1 − 1 | 0  | 1 |
| 4 | Армения    | 2 | 0 | 1 | 1 | 2 − 3 | −1 | 1 |
| 5 | Португалия | 1 | 0 | 0 | 1 | 0 − 1 | −1 | 0 |

И — игры, В — выигрыши, Н — ничьи, П — проигрыши, Мячи — забитые и пропущенные голы, ± — разница голов, О — очки

Жеребьёвка отборочного турнира Евро-2016 прошла 23 февраля 2014 года в Ницце. По правилам УЕФА не могут играть друг с другом в квалификации чемпионата Европы Россия и Грузия, Россия и Украина, Азербайджан и Армения, Гибралтар и Испания. При этом Сербия и Албания не были разведены по разным группам, хотя отношения между странами резко обострились после провозглашения независимости Косова.

## Игра

### Резюме
Весь первый тайм прошёл в ожесточённой борьбе футболистов, грозившей перерасти в массовую стычку, а болельщики нагнетали обстановку, исполняя оскорбительные песни и используя пиротехнические средства. На 42-й минуте при счёте 0:0 над полем появился маленький радиоуправляемый беспилотный летательный аппарат, к которому был прикреплён флаг так называемой «Великой Албании». Как только квадрокоптер опустился достаточно низко, сербский защитник Стефан Митрович схватил полотнище и сбросил его, что вызвало негодование албанских игроков и привело к потасовке между представителями обеих сборных. Фанаты хозяев бросили файеры на газон и подожгли флаг НАТО. Массовой драки между зрителями удалось избежать, поскольку албанские болельщики присутствовали только в VIP-зоне, а поле вскоре было оцеплено полицией и стюардами. Главный арбитр матча англичанин Мартин Аткинсон принял решение остановить встречу и увести команды в подтрибунное помещение. Во время и после окончания игры полиция задержала в общей сложности 15 человек. Против восьми из них были возбуждены уголовные дела.

### Детали
| 14 октября 2014, 20:45 (UTC+2) | \| Сербия \| 0:3 отчёт \| Албания \| | Стадион Партизана, Белград Зрителей: 25 200 Судья: Мартин Аткинсон |
| Сербия                         | 0:3 отчёт                            | Албания                                                            |

| Сербия | Албания |

|                             |    |                        |
|                             |    |                        |
| В                           | 1  | Владимир Стойкович     |
| З                           | 6  | Бранислав Иванович 35' |
| З                           | 13 | Стефан Митрович        |
| З                           | 5  | Матия Настасич         |
| З                           | 11 | Александар Коларов     |
| П                           | 7  | Зоран Тошич            |
| П                           | 8  | Неманья Гудель         |
| П                           | 14 | Неманья Матич          |
| П                           | 10 | Душан Тадич            |
| П                           | 19 | Филип Джуричич         |
| Н                           | 18 | Данко Лазович          |
| Главный тренер: Дик Адвокат |    |                        |

|                                 |    |                |
|                                 |    |                |
| В                               | 1  | Этрит Бериша   |
| З                               | 7  | Анси Аголи 34' |
| З                               | 14 | Таулянт Джака  |
| З                               | 15 | Мергим Маврай  |
| З                               | 4  | Эльсеид Хюсай  |
| П                               | 3  | Эрмир Леньяни  |
| П                               | 13 | Бурим Кукели   |
| П                               | 5  | Лорик Цана     |
| П                               | 22 | Амир Абраши    |
| П                               | 2  | Анди Лиля      |
| Н                               | 19 | Беким Балай    |
| Главный тренер: Джанни де Бьязи |    |                |

| Ассистенты главного арбитра: Майкл Малларки Стивен Чайлд Резервный судья: Питер Керкап |

### Статистика
|                    | Сербия | Албания |
| ------------------ | ------ | ------- |
| Голы               | 0      | 0       |
| Удары по воротам   | 4      | 3       |
| Удары в створ      | 0      | 2       |
| Владение мячом     | 54 %   | 46 %    |
| Количество передач | 161    | 112     |
| Точность передач   | 90 %   | 87,5 %  |
| Угловые            | 1      | 3       |
| Нарушения          | 8      | 5       |
| Офсайды            | 1      | 0       |
| Жёлтые карточки    | 1      | 1       |
| Красные карточки   | 0      | 0       |

Источник: ru.uefa.com

## Возможные причины и последствия
Ещё утром 13 октября в белградском аэропорту «Никола Тесла» была задержана группа албанских фанатов с символикой «Армии освобождения Косова», но после вмешательства высокопоставленных европейских дипломатов правоохранительные органы отпустили болельщиков.
Сербская полиция выдвинула версию, что провокатором инцидента является брат премьер-министра Албании Эди Рамы Олси. У него при задержании был обнаружен пульт дистанционного управления летательным аппаратом. Вероятно, беспилотник был запущен с крыши храма Архангела Гавриила, который располагается на прилегающей к арене улице. Рама во время матча находился в ложе для почётных гостей. Разместил и доставил квадрокоптер Исмаил Моринай, 32-летний гражданин Италии албанского происхождения. При этом в сербских СМИ сообщается о его давней дружбе с Олси Рамой.
Происшествие в Белграде спровоцировало беспорядки в Республике Косово в день игры. Албанцы, проживающие в южной части Косовска-Митровицы, попытались прорваться через мост в северную часть города, где проживают сербы. Сотрудникам косовской полиции, полицейским миссии Евросоюза и военным из миссии под командованием НАТО пришлось применять шумовые гранаты.
18 октября во время матча албанской Суперлиги между «Фламуртари» и «Скендербеу» над стадионом пролетел другой дрон с флагом «Великой Албании», но встреча не была приостановлена. В тот же день болельщики «Црвены Звезды» сожгли флаг Албании во время гостевой игры чемпионата Сербии с «Партизаном». 2 ноября около тысячи албанцев провели акцию протеста около штаб-квартиры УЕФА в Ньоне.
Эди Рама из-за скандала был вынужден перенести свой первый официальный визит в Белград с 22 октября на 10 ноября. 15 ноября главный тренер сборной Сербии голландец Дик Адвокат был отправлен в отставку, его преемником на этом посту стал Радован Чурчич.
Второй, ответный, матч между двумя сборными состоялся в албанском Эльбасане 8 октября 2015 года, сербы одержали победу со счётом 2:0, причём оба мяча были забиты в компенсированное к матчу время, но Сербия в том отборе не вышла даже в стыки. Албания же в итоге и вовсе пробилась на чемпионат Европы впервые в своей истории.